# Camera+
Camera+ és una aplicació d'edició fotogràfica disponible per a dispositius mòbils de sistema operatiu iOS. L'aplicació pertany a Apple, però va ser desenvolupada per LateNiteSoft el 7 de juny del 2010. La seva descàrrega és de pagament, tot i que no molt elevat, i a més, alguns dels seus serveis d'edició també són de compra; els quals són el paquet de filtres Hollywood i l'Analog FX Pack.
Apple, el maig del 2012, va revelar que Camera+ era la desena aplicació de pagament més popular de tots els temps entre els usuaris d'iPhone.

## Serveis
L'aplicació es fa servir com a alternativa a l'aplicació de càmera estàndard d'iOS. Principalment, agrega eines d'edició bàsiques i avançades, entre les quals s'inclouen efectes especials i filtres d'il·luminació. També ofereix un estabilitzador d'imatge, eines per perfeccionar les fotografies i l'opció de compartir les fotografies editades amb l'aplicació mitjançant Facebook, Flickr i Twitter.
Respecte els aspectes tècnics de fotografia, Camera+ compta amb:
- Fotografia manual: Per tal d'aconseguir el màxim control. La velocitat d'obturació, l'ISO i el balanç de blancs es poden seleccionar utilitzant les rodetes i els controls de pantalla, per aquelles ocasions en les quals es necessita un control precís sobre la captura.
- Captura i edició RAW: Per d'augmentar la flexibilitat. S'habilita la captura RAW per a obtenir la imatge exacta capturada pel sensor amb precisió. D'aquesta manera s'obté la màxima flexibilitat durant l'edició.
- Retrat i profunditat: Al mode retrat, la informació de profunditat es guarda amb la imatge, per la qual cosa els ajustaments a The Lab es poden aplicar selectivament a subjectes propers o llunyans.
- Obturador lent: Llarga exposició, inclús a la llum del dia. El mode d'obturador lent es pot utilitzar per a exposicions de fins a 30 segons.
- Modes de captura: Diferents per a cada ocasió. Obturador lent, ràfega o temporitzador.
- Mode Macro: Per tal de veure tots els detalls. Amb aquest exclusiu mode, es poden fer més realistes tots els elements propers que es desitgin. Així es pot ressaltar qualsevol aspecte de la fotografia que es vulgui destacar i obtenir una gran nitidesa.[3]

## Camera+ 2
Camera+ 2 és la nova versió de l'aplicació que s'ha llençat 8 anys després de la seva creació, però a partir d'aquesta actualització el preu de l'aplicació és una mica més elevat. És compatible per a tots els dispositius iOS 11+, i proporciona totes les eines necessàries per a fotògrafs principiants i experts.
S'han millorat algunes de les seves eines de fotografia i edició i s'ha integrat la possibilitat d'editar qualsevol imatge de la galeria.

### Nous serveis
- Enfocament automàtic: Camera+ 2 detecta aquells subjectes que estan sent enfocats de manera automàtica, i així evita que s'hagi de seleccionar el seu enfocament.
- Mode de moviment: La càmera detecta aquells subjectes que estan en moviment i els manté nítids mitjançant un seguiment intel·ligent.
- Control de ràfega: Per tal de controlar millor totes les imatges realitzades en mode ràfega.
- Modes de captura: Inclou dos tipus de captura més. Si s'activa el mode "Somriure", la càmera detecta el somriure de l'usuari i realitza la imatge automàticament.
- Enfocament màxim: Aguditza les habilitats d'enfocament. Ideal per a aquelles situacions difícils d'enfocar, ja que la càmera indica aquells elements que seria més indicat enfocar.
- Siri Shortcuts: Control de mans lliures. Mitjançant Siri es poden realitzar les accions més habituals sense haver de desbloquejar el mòbil. Així facilita la realització de la fotografia en certs moments de més dificultat.
- Filtres: Inclou dotzenes d'estils nous. Nova col·lecció de filtres exclusius realitzats a mà que faciliten l'adquisició de l'estil o estat d'ànim desitjat per a la imatge. Utilitza textures subtils i graduals.
- Afina i combina: Per a la creació de l'estil de cada usuari es poden agregar filtres, ajustar la seva força i superposar les capes per crear l'estètica precisa que se cerca.
- Laboratori: Ajustaments fotogràfics. Es pot corregir l'exposició, arreglar el balanç de blancs, agregar nitidesa o una mica de desenfocament.
- Lightbox: Per evitar la duplicació de les imatges. Totes les fotografies realitzades amb Camera+ 2 s'envien a Lightbox de manera determinada, on es poden fullejar ràpida i fàcilment, i així descartar aquelles que no estiguin ben realitzades i guardar les que més agradin, conservant el carret de la càmera net i endreçat.
- Drag & Drop: Amb suport multi tasca. Mitjançant els gestos que l'usuari consideri més convenients, es poden transferir imatges dins i fora de Camera+ 2, i així treballar junt amb altres aplicacions.
- Tria de format: Equilibra qualitat i compatibilitat. L'aplicació permet guardar les imatges en tres formats diferents. HEIF, el format més nou que proporciona gran qualitat a arxius més petits. JPEG, per a una màxima compatibilitat. Inclús es poden exportar a TIFF si és necessari. Tots tres formats es poden combinar amb RAW.[3]